# Raúl Héctor Castro
Raúl Héctor Castro (Cananea, 12 de junio de 1916-San Diego, 10 de abril de 2015) fue un político, diplomático, juez y abogado mexicano-estadounidense de la década de 1970 y años 1980.
En 1964, Castro fue designado embajador de Estados Unidos en El Salvador, puesto en el que se mantuvo hasta 1968 cuando fue designado como embajador de Estados Unidos en Bolivia. En 1974, Castro fue elegido para desempeñarse como gobernador de Arizona, aunque renunció dos años después para convertirse en embajador de Estados Unidos en Argentina. Antes de entrar en la vida política, Castro fue abogado y juez en el distrito de Condado de Pima, Arizona. Fue miembro del Partido Demócrata.

## Trayectoria
Nativo de Cananea, Sonora, Castro vivió en México hasta 1926 cuando emigró al estado estadounidense de Arizona, instalándose en Douglas.  Se matriculó en la Arizona State Teachers College en Flagstaff, ahora conocida como Northern Arizona University, y al momento de su graduación regresó a Sonora para trabajar para el Departamento de Estado como empleado del servicio exterior. Subsecuentemente, regresó a Arizona con la intención de volverse abogado y se graduó como tal en University of Arizona College of Law. Castro se desempeñó como fiscal interino en el Condado de Pima, Arizona hasta su elección como fiscal del condado en 1954, y en 1958 se volvió juez superior del condado de Pima.
En 1964, Castro fue seleccionado por el presidente Lyndon B. Johnson para convertirse en el embajador de Estados Unidos en El Salvador, gracias a la recomendación de Carl Hayden, a pesar de la controversia de que el apellido Castro podría ser asociado con el del líder cubano Fidel Castro. Luego de su gestión de cuatro años, fue designado como embajador en Bolivia, aunque renunció en 1969 para volver a Arizona con la intención de comenzar una carrera en política. Castro se postuló y ganó la nominación demócrata para gobernador de Arizona en las elecciones de 1970, pero perdió por un estrecho margen con el entonces gobernador Jack Williams. Castro decidió postularse nuevamente en las elecciones de 1974, derrotando al candidato republicano Russell Williams, miembro de la Arizona Corporation Commission, por un estrecho margen. Se mantuvo dos años en el cargo, ya que el presidente Jimmy Carter le propuso ser embajador en Argentina, por lo que renunció. Castro abandonó su puesto como embajador en 1980, dando así por concluida su carrera pública, regresando una vez más a su estado para el ejercicio privado del derecho.
Murió a los 98 años bajo cuidados en un hospicio cerca de San Diego, California, al momento de su muerte fue el exgobernador vivo más longevo.